# Julija Poliszczuk
Julija Poliszczuk, ukr. Юлія Поліщук (ur. 14 marca 1983 w Kijowie) – ukraińska projektantka mody obecnie mieszkająca w Londynie.

## Kariera
Poliszczuk ukończyła University of the Arts London, a dokładniej London College of Fashion. Płynnie mówi po angielsku i ukraińsku.
Po raz pierwszy jej prace były wystawione w lutym 2009, w trakcie Sunrise in Baku Fashion Project. Projekt modowy pokazywano przez miesiąc m.in. w Fashion TV (Europa, Ameryka i Bliski Wschód), BBC Azeri i MTV, a jej praca przyciągnęła dużo uwagi podczas pokazu. W 2012 Poliszczuk założyła MissU, firmę modową z siedzibą w Londynie. W jednym z wywiadów mówiła: Bardzo często kobiety chowają swoje prawdziwe "ja" i boją się je pokazać światu. Ja staram się tworzyć rzeczy z prawdziwą tożsamością i elegancją. Od marca 2012 Poliszczuk bierze udział w Ukraińskim Tygodniu Mody w Kijowie.
W marcu 2013 Poliszczuk zaprezentowała nową linię sukni wieczornych sygnowanych jej nazwiskiem, które zostały zauważone i docenione przez widownię i krytyków w Ukrainie. Marka MissU jest skierowana głównie do młodych kobiet, które są rozważne i poważne, ale jednocześnie kobiece i romantyczne. Natomiast marka Julija Poliszczuk dedykowana jest kobietom pewnym siebie i odnoszącym sukcesy, których niepowtarzalny i czarujący styl podkreślają eleganckie i ekskluzywne suknie wieczorowe. 
Obecnie Poliszczuk pracuje dla Vogue Ukraine i jest ambasadorką Ukraińskiego Tygodnia Mody. Zasiada w jury modowych konkursów.

## Inne działalności
Poliszczuk aktywnie wspiera edukację i programy studenckie w branży modowej i regularnie pojawia się z odczytami na uniwersytetach w Londynie i Kijowie. W 2013 stworzyła Fashion Move On, projekt artystyczny mający na celu wspierać i tworzyć kolaborację między projektantami, filmowcami i artystami. Projekt powstał we współpracy z Ukraińskim Tygodniem Mody i został zaprezentowany w formie krótki filmów w trakcie jednego z Ukraińskich Tygodni Mody.